# Anchhor

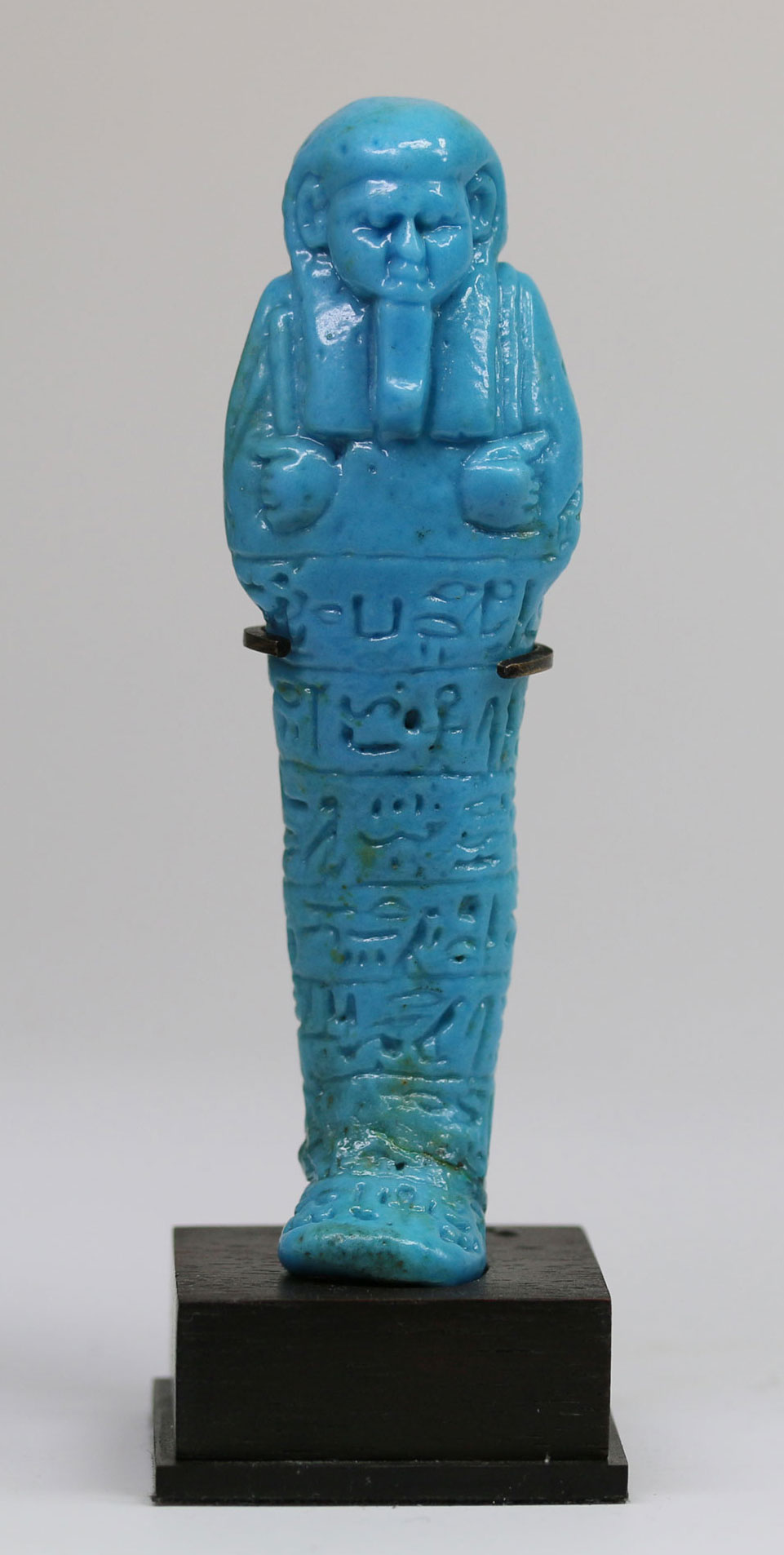
Uschebti für Anchhor

Anchhor, auch Anch-hor, war ein hoher altägyptischer Würdenträger, der vor allem unter König Psammetich II / Apries in der 26. Dynastie amtierte.

## Belege
Anchhor ist vor allem durch Uschebtis bekannt, die seine hohen Titel überliefern. Sie zeigen einen der wichtigsten Titel („Gouverneur“ oder „Bürgermeister“). Außerdem erscheint er als „Obersthofmeister der Gottesgemahlin Nitokris und des Vorstehers von ganz Oberägypten“. Er übte dieses Amt seit 594 v.Chr. für 8 bis 9 Jahre aus und war damit der höchste Beamte in Ägypten. Weitere Titel sind aus seinem Grab bekannt: z. B. „Gouverneur von Oxyrhynchos“, „Gouverneur der Oase Bahariyya“, „Großer Gouverneur von Memphis / Großer von Memphis“, „Obersthofmeister der Gottesanbeterin des Amun“, „Vorsteher der Propheten des Amun in Theben“, „Vorsteher der Propheten des Thot, des zweimal Großen, des Herrn von Hermopolis“ und „Prophet des Amonrasonther“.
In seinem Grab werden seine Eltern und zwei Brüder erwähnt, eine Ehefrau hingegen nicht. Zur Grabausstattung gehörte auch eine Stele, die eine Tochter erwähnt. Sein Vater war der geliebte Gottesvater Hor, seine Mutter eine gewisse Schepenun.

## Grabanlage
Seine monumentale Grabanlage TT414 ließ er in al-Asasif, das am Fuße der Abbruchhalden für die Tempel von Mentuhotep und Thutmosis III. liegt, errichten. Dabei wurde besonders darauf Wert gelegt, dass die Grabanlage möglichst nahe am heiligen Talkessel von Deir el Bahari lag. Die Anlage ist, wie andere monumentale Spätzeitgräber im Asasif, ausgerichtet auf den Aufweg zum Tempel, der wichtigste Prozessionsachse für das Talfest war.